# Urshults socken
Urshults socken i Småland ingick i Kinnevalds härad i Värend, ingår sedan 1971 i Tingsryds kommun och motsvarar från 2016 Urshults distrikt i Kronobergs län.
Socknens areal är 240,88 kvadratkilometer, varav land 165,91. År 2000 fanns här 1 959 invånare. Tätorten Urshult med sockenkyrkan Urshults kyrka ligger i socknen. 

## Administrativ historik
Socknen har medeltida ursprung under namnet Hvaembo (Vämbo). I början av 1400-talet utbröts Almundsryds socken.
Vid kommunreformen 1862 övergick socknens ansvar för de kyrkliga frågorna till Urshults församling och för de borgerliga frågorna till Urshults landskommun.  Denna senare uppgick 1971 i Tingsryds kommun.
1 januari 2016 inrättades distriktet Urshult, med samma omfattning som församlingen hade 1999/2000.
Socknen har tillhört samma fögderier och domsagor som Kinnevalds härad. De indelta soldaterna tillhörde Smålands husarregemente, Växjö kompani och Kronobergs regemente, Kinnevalds kompani.

## Geografi
Urshults socken ligger mellan Mien och Åsnen där flera av dess öar ingår i socknen. Socknen är en småkuperad skogstrakt söndersplittrad av Åsnens vikar.

## Fornminnen
Några stenåldersboplatser med ett tiotal hällkistor, gravrösen från bronsåldern samt några järnåldersgravfält finns här. Fornborgen Vägghall finns på ön Sirkö i Åsnen. Borglämningar finns på Bos holme (Kung Bos slott) och vid Hackekvarn (Kunga Hakes slott). Också en offerkälla, Sankt Sigfrids källa finns här.

## Namnet
Namnet (1439 Urshult), taget från kyrkbyn, består av förledet ur från uroxe och efterledet hult. Det tidigare namnet Hvem omnämns 1301.

### Fotnoter
1. 1 2 3  Svensk Uppslagsbok Urshult socken
2. 1 2  Harlén, Hans; Harlén Eivy (2003). Sverige från A till Ö: geografisk-historisk uppslagsbok. Stockholm: Kommentus. Libris 9337075. ISBN 91-7345-139-8
3. ↑  Administrativ historik för Urshult socken (Klicka på församlingsposten). Källa: Nationella arkivdatabasen, Riksarkivet.
4. 1 2  Sjögren, Otto (1931). Sverige geografisk beskrivning del 2 Östergötlands, Jönköpings, Kronobergs, Kalmar och Gotlands län. Stockholm: Wahlström & Widstrand. Libris 9939
5. 1 2 3  Nationalencyklopedin
6. ↑  Fornlämningar, Statens historiska museum: Urshults socken
7. ↑  Fornminnesregistret, Riksantikvarieämbetet: Urshults socken Fornminnen i socknen erhålls på kartan genom att skriva in sockennamn (utan "socken") i "Ange geografiskt område"